# Жовківська міська рада
| Жовківська міська рада — орган місцевого самоврядування у Жовківському районі Львівської області з адміністративним центром у м. Жовква. Водоймища на території, підпорядкованій даній раді: річка Свиня. Міській раді підпорядковані населені пункти: - м. Жовква |

## Склад ради
Рада складається з 34 депутатів та голови.

### Керівний склад ради
| ПІБ                       | Основні відомості                                               | Дата обрання | Дата звільнення |
| ------------------------- | --------------------------------------------------------------- | ------------ | --------------- |
| Янушевич Євген Альбінович | Міський голова, 1957 року народження, освіта, безпартійний      | 26.03.2006   | 31.10.2010      |
| Вихопень Петро Богданович | Міський голова, 1961 року народження, освіта вища, безпартійний | 31.10.2010   | 25.11.2019      |
| Вольський Олег Іванович   | Міський голова, 1995 року народження, освіта вища               | 25.11.2019   |                 |

Примітка: таблиця складена за даними джерела